# 丰林国家级自然保护区
丰林国家级自然保护区位于中華人民共和国黑龙江省伊春市的小兴安岭山脉中段，建立于1963年，面积1.8多万顷，以原始红松林为主要保护对象。